# Список померлих 2003 року
Це список значимих померлих у 2003. Померлі перелічені за датою смерті. Під кожною датою перелік в алфавітному порядку за прізвищем або псевдоніма.
Смерті значимих тварин та інших біологічних форм життя також зазначаються тут.
Типовий запис містить інформацію в такій послідовності:
- Ім'я, вік, країна громадянства і рід занять (причина значимості).

## Грудень

### 12 грудня
- Гейдар Алієв, 80, політичний діяч СРСР та Азербайджану, третій Президент Азербайджану (1993—2003).

### 6 грудня
- Карлос Мануель Арана Осоріо, 85, гватемальський військовик і політик, президент країни з 1970 до 1974 року.

## Листопад

### 16 листопада
- Августин Горняк, 84, єпископ Української греко-католицької церкви, перший апостольський екзарх Великої Британії (1963—1987), василіянин.

### 3 листопада
- Расул Гамзатов, 80, аварський поет, письменник, публіцист, політичний діяч.

## Жовтень

### 19 жовтня
- Владімов Георгій Миколайович, 72, російський письменник, лауреат Букерівської премії (1994).
- Алія Ізетбегович, 78, боснійський політик, письменник, перший президент Боснії і Герцеговини (1990—1996).

## Вересень

### 28 вересня
- Еліа Казан, 94, американський продюсер, сценарист, кінорежисер, лауреат премії «Оскар».

### 26 вересня
- Роберт Палмер, 54, вокаліст, гітарист, композитор, автор текстів.

### 25 вересня
- Сенкевич Юрій Олександрович, 66, російський вчений-медик і телеведучий.

### 13 вересня
- Мишкова Нінель Костянтинівна, 77, радянська російська актриса театру і кіно, Заслужена артистка РРФСР (1976).

### 5 вересня
- Кір Буличов, 68, радянський і російський письменник-фантаст, історик, перекладач, східнознавець, журналіст, кіносценарист.

## Серпень

### 30 серпня
- Чарльз Бронсон, 81, американський кіноактор, популярний виконавець мужніх ролей у бойовиках.

### 28 серпня
- Саульський Юрій Сергійович, 74, російський композитор, Народний артист РРФСР (1990).

### 21 серпня
- Кацнельсон Абрам Ісакович, 89, український поет, літературознавець, перекладач.

### 16 серпня
- Іді Амін, 73, 75 або 78, президент Уганди в 1971–1979 роках, творець одного з найжорстокіших авторитарних режимів в Африці.

## Липень

### 4 липня
- Андре Клаво, 91, французький співак та кіноактор, переможець пісенного конкурсу Євробачення 1958 року.

### 3 липня
- Щекочихін Юрій Петрович, 53, російський журналіст, політик, державний діяч.

## Червень

### 29 червня
- Брауде Семен Якович, 92, український радіофізик і радіоастроном, засновник радіоокеанографії та декаметрової радіоастрономії.
- Кетрін Хепберн, 96, американська акторка театру, кіно й телебачення.

### 22 червня
- Биков Василь Володимирович, 79, білоруський письменник, автор романів, повістей та оповідань, переважно про Другу світову війну.

### 12 червня
- Грегорі Пек, 87, американський актор, лауреат премії «Оскар».

## Травень

### 26 травня
- Лейбфрейд Олександр Юрійович, 91 український архітектор та краєзнавець, педагог, кандидат архітектури.
- Шимко Григорій Лук'янович, 84, радянський офіцер, Герой Радянського Союзу, гвардії лейтенант.

## Квітень

### 17 квітня
- Юшенков Сергій Миколайович, 52, російський політик, депутат Державної Думи Росії, кандидат філософських наук, один з лідерів партії «Ліберальна Росія»; убивство.

### 9 квітня
- Хорхе Отейса, 94, іспанський скульптор.

## Березень

### 31 березня
- Ліпкін Семен Ізраїльович, 91, російський радянський поет і перекладач.
- Едуардо Уркуло, 64, іспанський художник і скульптор.

### 18 березня
- Бердник Олександр Павлович, 76, український письменник-фантаст, філософ, громадський діяч, член-засновник Української Гельсінської групи.

### 16 березня
- Аєдоницький Павло Кузьмич, 80, український та російський композитор, Народний артист РРФСР (1984).
- Лоуренс Г'ю Аллер, 89, американський астроном.

### 12 березня
- Зоран Джинджич, 50, сербський політик, мер Белграда, прем'єр-міністр Сербії в 2001—2003; убивство.
- Стецько Ярослава Йосипівна, 82, українська політична діячка, журналістка, співорганізатор Червоного Хреста УПА, жіночої мережі і юнацтва ОУН, Антибільшовицького блоку народів (АБН).

### 10 березня
- Ладиніна Марина Олексіївна, 94, російська актриса, Народна артистка СРСР (1950).

### 4 березня
- Добрянський Анатолій Миколайович, 67, український поет, науковець, філолог, дослідник світового сонета.
- Себастьян Жапрізо, 71, популярний французький письменник, автор гостросюжетних романів, кіносценарист і кінорежисер.

## Лютий

### 19 лютого
- Горбачов Ігор Олегович, 75, радянський та російський актор театру і кіно, художній керівник Ленінградського академічного театру драми ім. А.С. Пушкіна (1975—1991).

### 5 лютого
- Шуранова Антоніна Миколаївна, 66, радянська, російська актриса, Народна артистка РРФСР.

## Січень

### 26 січня
- Брумель Валерій Миколайович, 60, український та російський легкоатлет, шестиразовий рекордсмен світу зі стрибків у висоту.
- Мулявін Володимир Георгійович, 62, білоруський музикант, композитор, засновник і художній керівник білоруського вокально-інструментального ансамблю «Пісняри».

### 21 січня
- Куусберґ Пауль, 86, естонський письменник, народний письменник Естонії (1972).

### 20 січня
- Азімзаде Ельдар Мухтар-огли, 68, радянський азербайджанський футбольний рефері, арбітр ФІФА (1979).

### 12 січня
- Моріс Гібб, 53, британський музикант та автор-виконавець, один із засновників гурту Bee Gees.